# 산타고스티노역
산타고스티노역(이탈리아어: Sant'Agostino)은 밀라노 지하철의 2호선의 역이다. 1983년 10월 30일에 문을 열었다.
이 역은 밀라노 시 중심부의 산 비토레 교도소 근처에 있는 산타고스티노 광장 (Piazza Sant'Agostino)에 위치해 있다. 지하에 위치한 역이며, 2호선 역이 2개 층을 차지하고 있다 (3호선에서 자주 볼 수 있는 구조이다).

## 시설
이 역에는 다음과 같은 시설이 있다.
- 장애인 승객을 위한 접근 시설
- 에스컬레이터
- 승차권 자동 판매기
- 역 감시카메라

| 밀라노 지하철                     | 밀라노 지하철       | 밀라노 지하철                                           |
| --------------------------------- | ------------------- | ------------------------------------------------------- |
| 산탐브로조 제사테 / 콜로뇨 노르드 | 밀라노 지하철 2호선 | 포르타 제노바 아비아테그라소 / 아사고 밀라노피오리 포룸 |